# Eduardo Sánchez (Regisseur)
Eduardo Sanchez (eigentlich Eduardo Miguel Sanchez-Quiros; * 20. Dezember 1968) ist ein US-amerikanischer Filmregisseur, Drehbuchautor und Produzent.

## Anfänge und Schulzeit
Eduardo Sánchez wurde in Kuba geboren und studierte von 1990 bis 1994 an der University of Central Florida School of Film. Während seines Studiums arbeitete er zusammen mit seinem Kommilitonen und späterem Kollegen und Geschäftspartner Daniel Myrick an verschiedenen kleineren Filmprojekten.

## Erfolge
Eduardo Sánchez beruflicher Durchbruch gelang ihm zusammen mit seinem Kollegen Daniel Myrick im Jahr 1999 mit dem Film The Blair Witch Project. Dieser pseudo-dokumentarische Horrorfilm war inspiriert durch die Fernsehsendung In Search of..., in der inszenierte Aufnahmen von unerklärlichen Phänomenen wie z. B. UFOs als vermeintlich echt präsentiert wurden. The Blair Witch Project erhielt vor allem durch eine clevere Öffentlichkeitsarbeit im Internet eine enorme öffentliche Aufmerksamkeit, da suggeriert wurde, der tatsächlich frei erfundene und inszenierte Film bestehe aus authentischem Filmmaterial, das die letzten Tage von drei Filmstudenten vor deren spurlosen Verschwinden im Jahr 1994 dokumentiere. (Für weiterführende Informationen siehe Hauptartikel zu The Blair Witch Project.)
The Blair Witch Project wurde im Jahr 1997 mit einem Budget von nur 35.000 US-Dollar realisiert, spielte bei seiner Kinoveröffentlichung 1999 weltweit aber über 248 Millionen US-Dollar ein. Aufgrund der beträchtlichen Umsatzrentabilität gilt The Blair Witch Project als einer der (wirtschaftlich) erfolgreichsten Filme aller Zeiten und löste den damaligen Rekordhalter Mad Max im Guinness-Buch der Rekorde ab. (Lediglich der Pornofilm Deep Throat von 1972 weist ein noch besseres Kosten-Gewinn-Verhältnis auf.)
Die mit 15 Millionen US-Dollar deutlich teurere Fortsetzung Blair Witch 2 konnte bei weitem nicht an die Einspielergebnisse des ersten Filmes heranreichen. 2012 drehte er den Horror-Thriller Lovely Molly mit Alexandra Holden und Johnny Lewis in der Hauptrolle. Sein nächstes Projekt nach Lovely Molly war Exists, welches er gemeinsam mit Jamie Nash im Jahr 2014 realisierte. Das Projekt wurde wie sein erster großer Erfolg The Blair Witch Project auch im Found-Footage-Stil gedreht. Zudem arbeitete er 2012 an der 2013 erschienenen Direct-to-DVD-Produktion dem Anthologie Horror-Film V/H/S 2 neben The Raid Regisseur Gareth Huw Evans und Jason Eisener (Hobo with a Shotgun).

## Sonstiges
Sanchez ist seit 2000 mit Stefanie DeCassen verheiratet, mit der er ein Kind hat.
Für Blair Witch Project bekam er nachträglich eine Gage von 4 Mio. US-Dollar.

## Filmografie
als Regisseur
- 1992: Star Trek Demented
- 1994: Gabriel’s Dream
- 1999: Blair Witch Project
- 1999: Curse of the Blair Witch
- 2006: Vergeltung – Sie werden Dich finden (Altered)
- 2011: Lovely Molly
- 2014: Exists
- 2014–2016: From Dusk Till Dawn: The Series (Fernsehserie, 4 Folgen)
- 2016–2020: Supernatural (Fernsehserie, 5 Folgen)
- 2017–2018: Lucifer (Fernsehserie, 2 Folgen)
- 2017–2019:  Queen of the South (Fernsehserie, 8 Folgen)
- 2018: Taken – Die Zeit ist dein Feind (Fernsehserie, 1 Folge)
- 2021: American Horror Stories (Fernsehserie, 1 Folge)
- 2021: Nancy Drew (Fernsehserie, 1 Folge)
- 2021: Yellowjackets  (Fernsehserie, 1 Folge)

als Drehbuchautor
- 1992: Star Trek Demented
- 1994: Gabriel’s Dream
- 1999: Blair Witch Project (auch Editor)
- 1999: Curse of the Blair Witch (Fernsehfilm)
- 2000: Blair Witch 2
- 2011: Lovely Molly
- 2014: Exists

als Schauspieler
- 2006: Vergeltung – Sie werden Dich finden (Altered)